# Мениль-ла-Контес
Мени́ль-ла-Конте́с (фр. Mesnil-la-Comtesse) — коммуна во Франции, находится в регионе Шампань — Арденны. Департамент — Об. Входит в состав кантона Рамрюпт. Округ коммуны — Труа.
Код INSEE коммуны — 10235.
Коммуна расположена приблизительно в 145 км к востоку от Парижа, в 55 км южнее Шалон-ан-Шампани, в 24 км к северу от Труа.

## Население
Население коммуны на 2008 год составляло 36 человек.
| 1962 | 1968 | 1975 | 1982 | 1990 | 1999 | 2008 |
| ---- | ---- | ---- | ---- | ---- | ---- | ---- |
| 55   | 59   | 53   | 53   | 46   | 52   | 36   |

## Администрация
| Период | Период | Фамилия         | Партия | Примечания |
| ------ | ------ | --------------- | ------ | ---------- |
| 2001   | 2008   | Ален Пейтьё     |        |            |
| 2008   |        | Жан-Клод Жюблен |        |            |

## Экономика

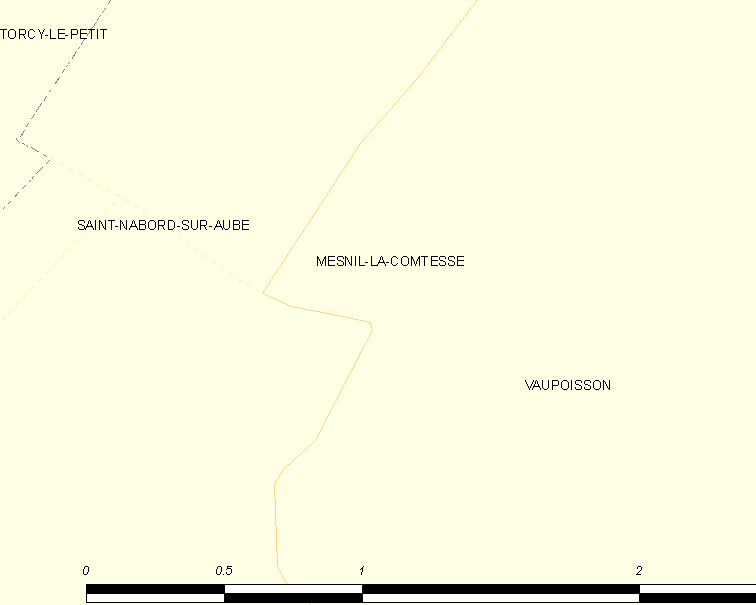
Карта коммуны

В 2007 году среди 22 человек в трудоспособном возрасте (15—64 лет) 14 были экономически активными, 8 — неактивными (показатель активности — 63,6 %, в 1999 году было 50,0 %). Из 14 активных работали 13 человек (7 мужчин и 6 женщин), безработным был 1 мужчина. Среди 8 неактивных 3 человека были учениками или студентами, 0 — пенсионерами, 5 были неактивными по другим причинам.